# Державна бібліотека Ліппе в Детмольді
Державна бібліотека Ліппе/ Теологічна бібліотека та Медіатека — наукова, універсальна бібліотека в місті Детмольд в  Східній Вестфалії Ліппе.
| Заснована | 1614 року                 |
| Фонд      | 500000 примірників        |
| Місто     | Detmold, Німеччина        |
| Значення  | Державна бібліотека Ліппе |
| Директор  | Joachim Eberhardt         |
| Веб-сайт  | www.llb-detmold.de        |

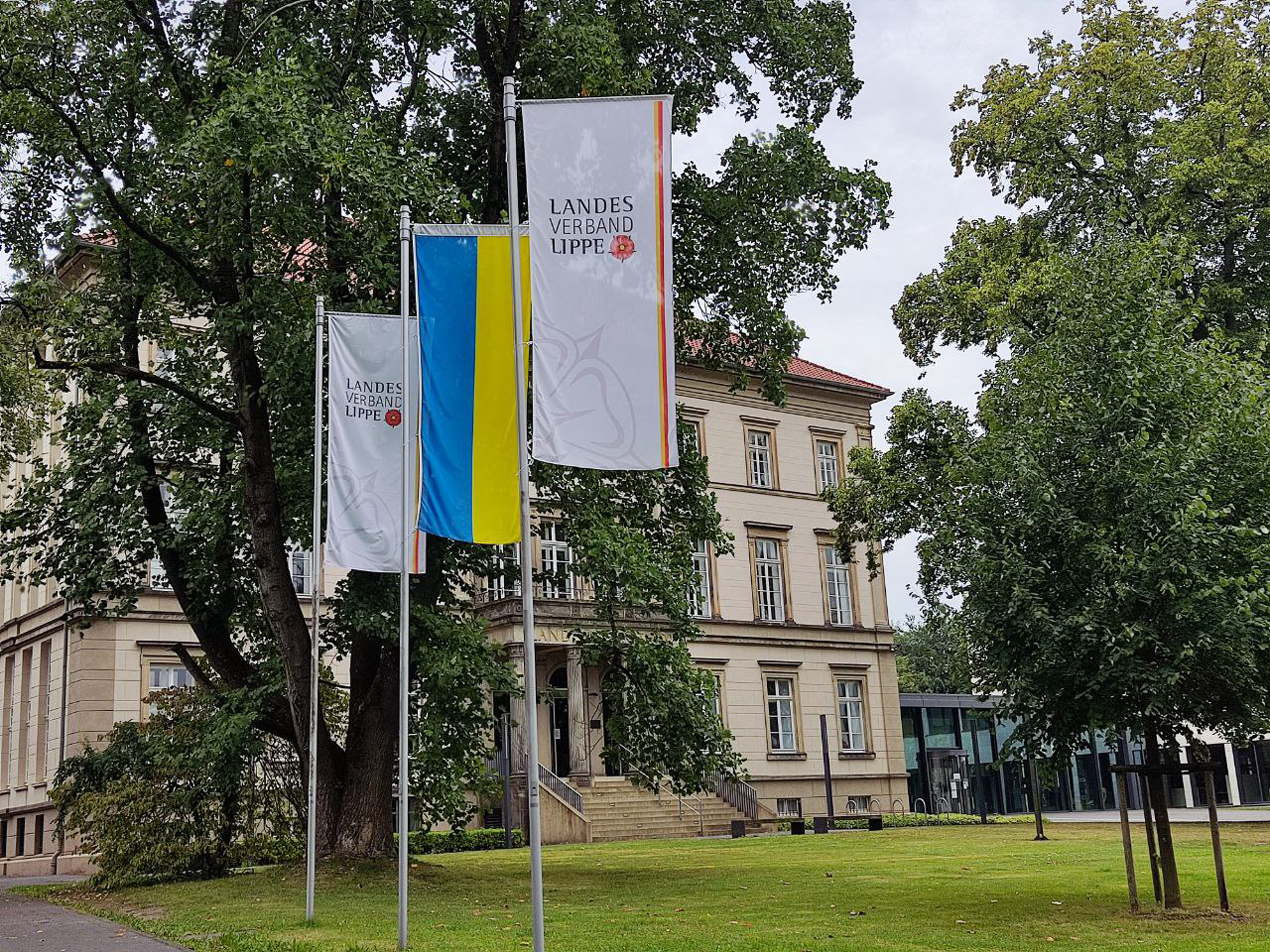
Державна бібліотека Ліппе в Детмольді

Бібліотека розташована з 1886 року в будівлі, зведеній як приватний палац і резиденція у 1842–1843 роках гуртовим торговцем із Детмольда Йоганном Вільгельмом Ебертом, після того, як палац придбав князь Ліппе — Ґюнтер Фрідріх Вольдемар. 
На сьогодні бібліотека має близько 550 000 томів літератури та 1200 примірників журналів з усіх предметних галузей та є джерелом інформаційної підтримки викладацької діяльності та навчання у регіональних університетах і науково-дослідних установах. Систематизовано понад 100 тис. томів, до яких користувачі бібліотеки мають вільний доступ і можливість використовувати їх для самоосвіти та підвищення кваліфікації. 
Бібліотека вміщує кілька важливих для регіону Ліппе спеціальних фондів:  
- Обласні фонди Ліппе "Lippische Regional dokumentation";
- Літературний Архів Ліппе  "Lippische Literatur archiv";
- Історичні матеріали про Театр у Детмольді при дворі[de] принца Леопольда ІІ[de].

Державна бібліотека Ліппе плідно співпрацює з музичною бібліотекою Детмольда, яка об’єднує фонди колишньої  регіональної бібліотеки  музичної літератури, музичну бібліотеку Університету музики Університету музики та музикознавчі фонди  Музикознавчого семінару Детмольд/Падерборн у великий фонд нотної та музичної літератури, що надаються у тимчасове користування.

## Історія
Історія Державної бібліотеки Ліппе сягає своїм корінням до книгозбірні суверена Ліппе графа Сімона VI (1554-1613) - різнобічно освіченої та культурно розвиненої людини свого часу.  1614 року його старший син - граф Сімон VII (Simon VII. (Lippe), 1587-1627) подарував батьківське зібрання латинській школі, сьогоднішній Gymnasium Leopoldinum (Detmold),  як "Публічну бібліотеку графа" в Детмольді. Ця колекція також  відома як "бібліотека на шкільному подвір’ї"  або "шкільна бібліотека". 
Фактичною засновницею Державної бібліотеки Ліппе була княгиня Пауліна Pauline Christine Wilhelmine zur Lippe,  яка перебувала під впливом  ідеалів епохи  Просвітництва. Вона об’єднала графську бібліотеку з іншими книгозбірнями, що були створені в князівстві Ліппе, у "Князівську публічну бібліотеку". Свою сучасну назву бібліотека отримала 1919 року, коли після Першої світової війни колишня суверенна власність була передана Вільній державі Ліппе.
Після Другої світової війни та наступного об'єднання Вільної держави з Північним Рейном-Вестфалією право власності перейшло до новоствореного  Державного об'єднання Ліппе.
З вересня 2013 року бібліотека змінила назву та логотип. Замість Державної бібліотеки Ліппе тепер вона називається Державна бібліотека Ліппе / Теологічна бібліотека та Медіатека. 
З серпня 2015 року Державна бібліотека Ліппе має спільний каталог і систему бронювання з музичною бібліотекою Вищої музичної школи Детмольда та сполучена з нею  через  спільне фойє  ново побудованої  будівлі на сусідній території колишнього окружного військкомату.
Відтоді Державна бібліотека Ліппе створила Науково-бібліотечний і музичний форум та Музикознавчий семінар разом із Державним архівом Північного Рейну-Вестфалії (департамент Східна Вестфалія-Ліппе), Університетом музики і мережею музичних університетів для управління якістю та розвитку викладання.

## Події
Державна бібліотека Ліппе / Теологічна бібліотека та Медіатека веде постійну активну просвітницьку та виставкову діяльність. Інформація про всі заходи та сервіси висвітлюється на сайті інституції.
З 1 серпня по 30 вересня 2022 року в Державній бібліотеці Ліппе /Теологічній бібліотеці та Медіатеці на знак солідарності з Україною проходила  виставка  плакатів "Народжені в Україні" створених студентами кафедри графічного дизайну Харківська державна академія дизайну та мистецтв під керівництвом професора Володимира Лесняка.
З пресрелізу для німецької газети Die Lippische Landeszeitung: "На виставці в Державній бібліотеці Ліппе українська ідентичність представлена різноманітно, традиційно та впевнено, і водночас показує, якій культурі загрожує російська агресія". 
Директор бібліотеки доктор Йоахім Ебергардт зазначив: "Ми дуже раді, що до нас звернулися для цієї виставки. Як інституція культурної пам’яті, ми хочемо виявляти активну солідарність з Україною і водночас популяризувати культуру та ідентичність людей, які втекли до Німеччини через напад Росії".

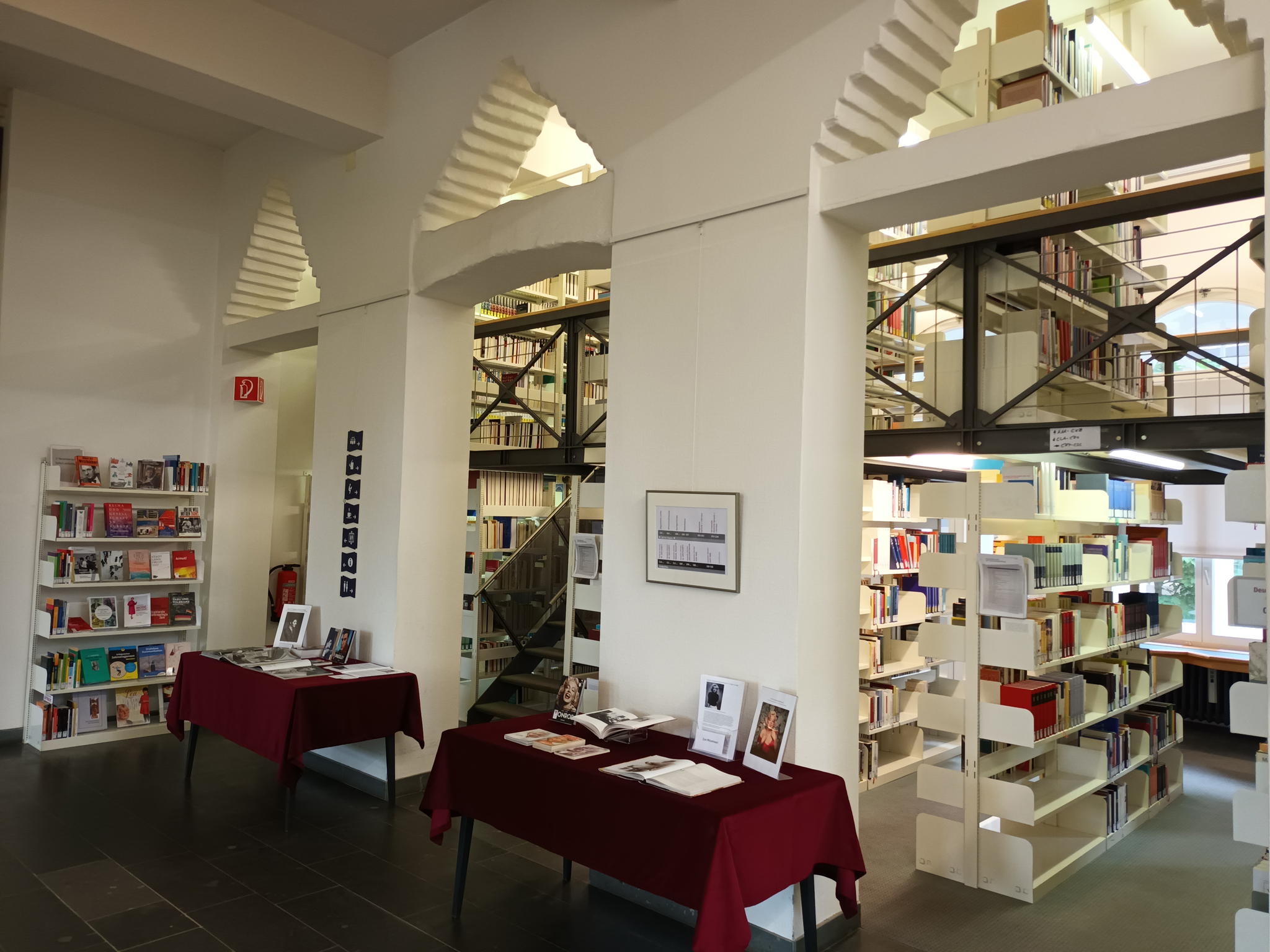
Lippe State Library in Detmold.
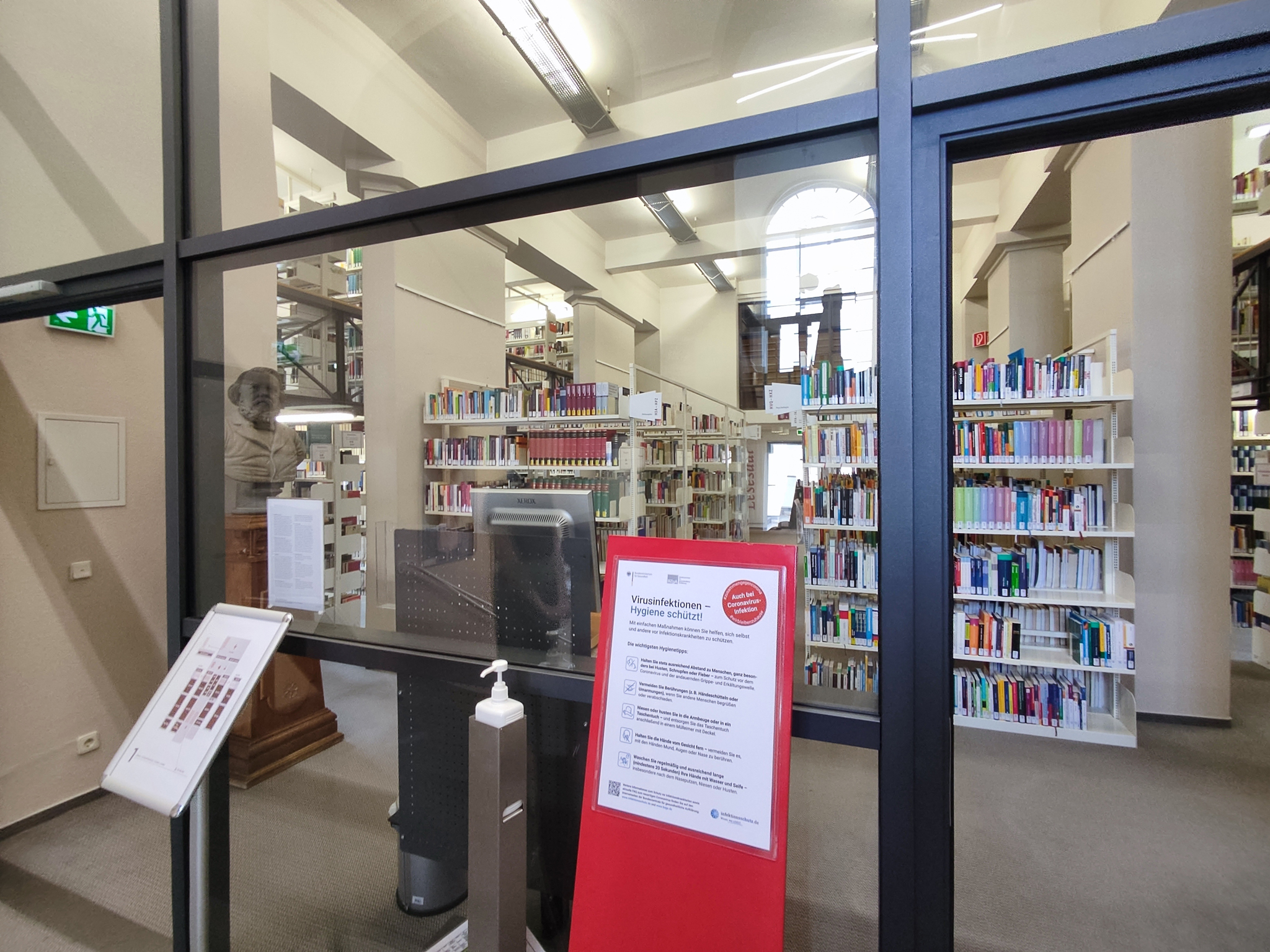
Lippe State Library in Detmold.
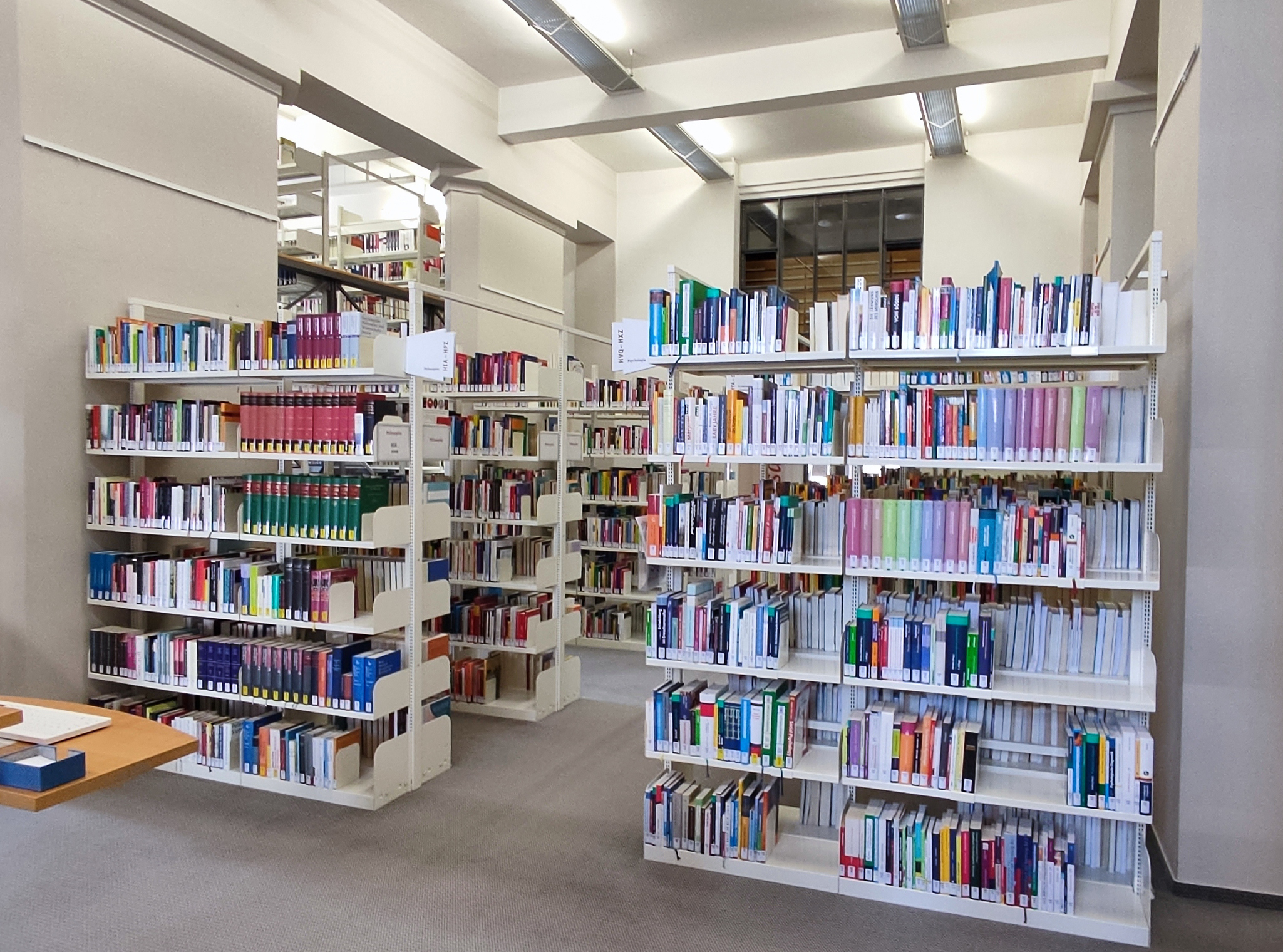
Lippe State Library in Detmold.